# Kiricocho

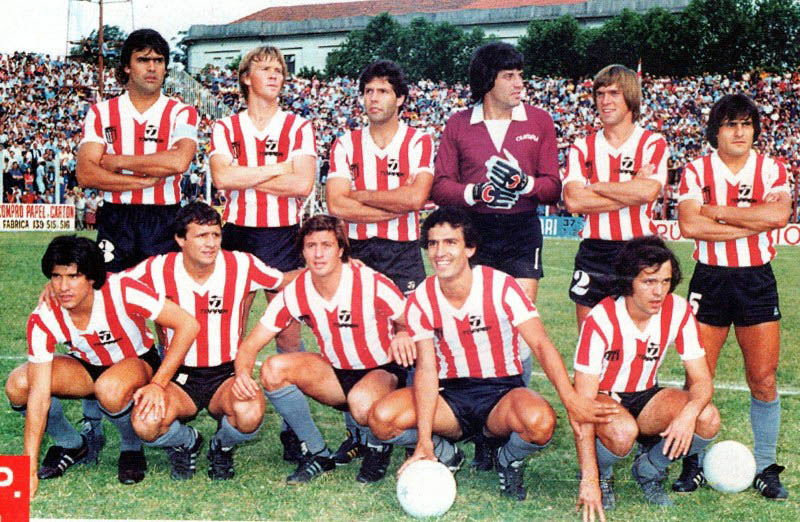
El primer equipo de Estudiantes de La Plata en el Campeonato Argentino de Primera División 1982.

Kiricocho o Quiricocho es una palabra que forma parte del vocabulario futbolístico de Argentina y se utiliza como una especie de superstición a una jugada para atraer la mala suerte al oponente.

## Origen de la expresión
Según una leyenda urbana en La Plata Kiricocho, o Juan Carlos, era un hincha «desafortunado» de Estudiantes de La Plata. Siempre que estuvo en las gradas, su equipo acabó perdiendo. La mala fama creció tanto que el entrenador del club, Carlos Bilardo, empezó a llevar a Kiricocho junto con la delegación, para que saludara a los rivales antes de los partidos. Lo cierto es que Estudiantes acabó siendo campeón argentino en 1982, perdiendo sólo un partido, precisamente aquel en el que Kiricocho no pudo estrechar la mano de sus rivales.
No se sabe a ciencia cierta si realmente existió Kiricocho, o si es solo una leyenda que forma parte del folklore del fútbol argentino. Pero la leyenda se extendió, y comenzó a ser utilizada por aficionados de todo el mundo como superstición para atraer la mala suerte al oponente cuando se corea su nombre. Un ejemplo claro se dio en un partido de la Liga de Campeones de Europa 2021-22 entre Borussia Dortmund y Sevilla. Cuando Erling Haaland ejecutó un penal, los jugadores sevillanos gritaron «kiricocho», y este mismo fue parado por el portero marroquí Yassine Bounou.
La banda argentina de punk rock, Bolskasha, incluyó una canción titulada «Kiricocho» en su segundo álbum de estudio, la cual hace referencia a esta leyenda urbana. La misma fue compuesta e interpretada por Leonardo Spinosa y contó con la participación especial de «Checha» de Superuva.